# 楓港漁港
楓港漁港位於臺灣屏東縣枋山鄉善餘村南側，為農業部漁業署轄屬的第二類漁港之一，該漁港主管機關為屏東縣政府，並委託枋寮區漁會管理營運，目前有近30艘漁船設籍於楓港漁港。

## 沿革
楓港地名雖有港一字，但早期並未有任何港口設施，漁民出入海的漁筏平時直接停泊於近岸，若天候不佳時則拖曳至海灘避風，因漁民往往受突發的氣候變化造成來不及拖曳漁筏到海灘上，造成人命與財產損失，經過當地居民強烈爭取與陳情下，1991年臺灣省政府農林廳召開協商會議，並決定由屏東縣政府自行展開楓港設港可行性評估，經省政府漁業局核准後，提撥新臺幣180萬協助評估，後續列入臺灣省第二期漁港建設方案中辦理新建工程，於1995年完工啟用。而往後擴充之設施與未完成項目，列入第三期漁港建設方案繼續辦理。
楓港漁港自竣工啟用以來因先天港口地形限制，使得每逢颱風，或是西南氣流侵襲時，大雨沖刷將鄰近溪流泥沙與漂流木夾帶入海，再受海流影響帶入楓港漁港內，導致漁船無法出入港，出港漁船甚至只能就近停靠到北邊的枋寮漁港。
2019年9月11日屏東縣政府海洋及漁業事務管理所會同漁業署、枋寮區漁會及枋山鄉公所共同至楓港漁港現場勘查，檢討出下述問題，包含泊區部分碼頭水深不足影響船隻靠岸安全、出入口航道明顯淤積影響漁船進出，因此屏東縣政府除了優先辦理港口出入航道清淤外，積極向漁業署爭取經費補助，以辦理泊區清淤工程。爾後經漁業署2019年11月12日核定新臺幣221萬元，協助辦理楓港漁港清淤工程，2020年4月30日完成施工設計圖審查，6月對外招標。
2021年8月枋山鄉長洪啟能表示，楓港漁港的定位已由原先的鄉里型漁業作業基地，轉型為周邊定置漁網作業基地，加上附近海域春夏季交替期間為白帶魚捕撈活絡期，因此將爭取漁港整體改建計畫。

## 設施
楓港漁港目前設有北防坡堤70公尺、南防波堤158公尺，南防坡堤外設有消波堤130公尺，碼頭全長147公尺、曳船道600平方公尺、泊地0.87公頃。海洋委員會海巡署南部分署於楓港漁港設有楓港安檢所。